# Air Canada Rouge
Air Canada Rouge es una compañía de destinos turísticos propiedad de Air Canada que comenzó sus operaciones el 1 de julio de 2013. La aerolínea está plenamente integrada en las redes de su compañía matriz Air Canada así como también en la red de Air Canada Express. La estrategia de venta seguida es vender vuelos con el código de Air Canada pero operados por Air Canada Rouge (estrategia similar a la seguida por los vuelos regionales vendidos con código de AC pero operados por Air Canada Express).
Air Canada Rouge vuela principalmente a destinos turísticos de Europa, Costa Rica, Caribe, México, Panamá y los Estados Unidos. Los destinos de Europa incluyen ciudades como Edimburgo, Venecia, Atenas, Lisboa, Dublín, Niza, Barcelona, Roma o Mánchester. Los destinos del Caribe incluyen países como Cuba, Jamaica y República Dominicana.
La cabina de Air Canada Rouge es la típica de las aerolíneas de bajo coste, sin enchufes en las butacas o pantallas individuales en las butacas.
La política de equipaje es la misma de Air Canada y el cáterin es gratuito en las rutas europeas mientras que en el resto de rutas el cáterin es de pago a bordo. Las tarifas económicas de Air Canada (Tango, Flex y Latitude) son de aplicación también en Air Canada Rouge con algunos ajustes.
El 24 de marzo de 2014, Air Canada anunció que comenzando en abril de 2014, Air Canada Rouge expandiría su red de destinos a ciudades del Oeste de Canadá, sirviendo principalmente destinos turísticos desde las ciudades de Vancouver y Calgary a Los Ángeles, San Francisco, Las Vegas, Phoenix o Anchorage.
A partir de mayo de 2015, Air Canada Rouge anexará a Lima entre su red de destino gracias a un nuevo servicio aéreo unirá la capital peruana con Toronto. De esta forma, Lima será la segunda ciudad de Sudamérica (después de Bogotá) en incorporarse a la lista de destinos turísticos que esta aerolínea de bajo presupuesto ofrece en Europa, Estados Unidos, Asia y Centroamérica. 

## Flota

### Flota actual
La flota de Air Canada Rouge está compuesta de los siguientes aviones, con una edad media de 18.1 años (a octubre de 2024).
| Avión           | En servicio | Órdenes | Pasajeros | Pasajeros | Pasajeros | Notas |
| Avión           | En servicio | Órdenes | J         | Y         | Total     | Notas |
| --------------- | ----------- | ------- | --------- | --------- | --------- | ----- |
| Airbus A319-100 | 18          | —       | 12        | 124       | 136       |       |
| Airbus A320-200 | 5           | —       | 12        | 156       | 168       |       |
| Airbus A321-200 | 17          | —       | 12        | 184       | 196       |       |
| Airbus A321-200 | 17          | —       | 8         | 176       | 184       |       |
| Total           | 40          | —       |           |           |           |       |

### Flota histórica
| Avión            | Total | Introducido | Retirado | Notas |
| ---------------- | ----- | ----------- | -------- | --- |
| Boeing 767-300ER | 25    | 2013        | 2020     | Jubilación anticipada debido a la Pandemia de COVID-19. Algunos se convirtieron en cargueros de Air Canada Cargo. |

## Destinos
Estos son los destinos que la aerolínea canadiense que vuela hasta julio de 2020
| Canadá                 |                                                       |                      |
| Abbotsford             | Aeropuerto Internacional de Abbotsford                | Estacional           |
| Calgary                | Aeropuerto Internacional de Calgary                   |                      |
| Charlottetown          | Aeropuerto de Charlottetown                           | Estacional           |
| Deer Lake              | Aeropuerto de Deer Lake                               |                      |
| Edmonton               | Aeropuerto Internacional de Edmonton                  |                      |
| Fredericton            | Aeropuerto de Fredericton                             |                      |
| Kamloops               | Aeropuerto de Kamloops                                | Estacional           |
| Kelowna                | Aeropuerto Internacional de Kelowna                   |                      |
| London                 | Aeropuerto Internacional de London                    |                      |
| Moncton                | Aeropuerto de Moncton                                 |                      |
| Montreal               | Aeropuerto Internacional Pierre Elliott Trudeau       | Centro de conexiones |
| Nanaimo                | Aeropuerto de Nanaimo                                 | Estacional           |
| Quebec                 | Aeropuerto Internacional Jean-Lesage de Quebec        |                      |
| San Juan de Terranova  | Aeropuerto Internacional de San Juan de Terranova     |                      |
| Thunder Bay            | Aeropuerto de Thunder Bay                             |                      |
| Toronto                | Aeropuerto Internacional Toronto Pearson              | Centro de conexiones |
| Vancouver              | Aeropuerto Internacional de Vancouver                 | Centro de conexiones |
| Victoria               | Aeropuerto Internacional de Victoria                  |                      |
| Alemania               |                                                       |                      |
| Berlín                 | Aeropuerto Internacional de Berlín-Tegel              | Estacional           |
| Bahamas                |                                                       |                      |
| Nasáu                  | Aeropuerto Internacional Lynden Pindling              |                      |
| San Salvador           | Aeropuerto de San Salvador                            |                      |
| Barbados               |                                                       |                      |
| Bridgetown             | Aeropuerto Internacional Grantley Adams               |                      |
| Belice                 |                                                       |                      |
| Ciudad de Belice       | Aeropuerto Internacional Philip S. W. Goldson         | Estacional           |
| Colombia               |                                                       |                      |
| Cartagena              | Aeropuerto Internacional Rafael Núñez                 | Estacional           |
| Costa Rica             |                                                       |                      |
| Liberia                | Aeropuerto de Guanacaste                              |                      |
| San José de Costa Rica | Aeropuerto Internacional Juan Santamaría              |                      |
| Croacia                |                                                       |                      |
| Zagreb                 | Aeropuerto de Zagreb-Franjo Tuđman                    | Estacional           |
| Cuba                   |                                                       |                      |
| Cayo Coco              | Aeropuerto Internacional de Jardines del Rey          |                      |
| Holguín                | Aeropuerto Internacional Frank País                   |                      |
| La Habana              | Aeropuerto Internacional José Marti                   |                      |
| Santa Clara            | Aeropuerto Internacional Abel Santamaría              |                      |
| Varadero               | Aeropuerto Juan Gualberto Gómez                       |                      |
| Curazao                |                                                       |                      |
| Willemstad             | Aeropuerto Internacional Hato                         | Estacional           |
| España                 |                                                       |                      |
| Barcelona              | Aeropuerto Josep Tarradellas Barcelona-El Prat        | Estacional           |
| Estados Unidos         |                                                       |                      |
| Fort Lauderdale        | Aeropuerto Internacional de Fort Lauderdale-Hollywood | '                    |
| Fort Myers             | Aeropuerto Internacional de Florida Suroccidental     | Estacional           |
| Las Vegas              | Aeropuerto Internacional Harry Reid                   |                      |
| Miami                  | Aeropuerto Internacional de Miami                     |                      |
| Orlando                | Aeropuerto Internacional de Orlando                   |                      |
| Palm Springs           | Aeropuerto Internacional de Palm Springs              | Estacional           |
| Phoenix                | Aeropuerto Internacional de Phoenix-Sky Harbor        |                      |
| Portland               | Aeropuerto Internacional de Portland                  |                      |
| San Diego              | Aeropuerto Internacional de San Diego                 |                      |
| Sarasota               | Aeropuerto Internacional de Sarasota-Bradenton        | Estacional           |
| Tampa                  | Aeropuerto Internacional de Tampa                     |                      |
| Francia                |                                                       |                      |
| Marsella               | Aeropuerto de Marsella-Provenza                       | Estacional           |
| Niza                   | Aeropuerto Internacional de Niza-Costa Azul           | Estacional           |
| Granada                |                                                       |                      |
| St. George             | Aeropuerto Internacional Maurice Bishop               |                      |
| Grecia                 |                                                       |                      |
| Atenas                 | Aeropuerto Internacional de Atenas                    | Estacional           |
| Haití                  |                                                       |                      |
| Puerto Príncipe        | Aeropuerto Internacional Toussaint Louverture         |                      |
| Hungría                |                                                       |                      |
| Budapest               | Aeropuerto de Budapest-Ferenc Liszt                   | Estacional           |
| Italia                 |                                                       |                      |
| Venecia                | Aeropuerto Internacional Marco Polo                   | Estacional           |
| Jamaica                |                                                       |                      |
| Kingston               | Aeropuerto Internacional Norman Manley                |                      |
| Montego Bay            | Aeropuerto Internacional Sir Donald Sangster          |                      |
| México                 |                                                       |                      |
| Cancún                 | Aeropuerto Internacional de Cancún                    |                      |
| Cozumel                | Aeropuerto Internacional de Cozumel                   |                      |
| Ciudad de México       | Aeropuerto Internacional de la Ciudad de México       |                      |
| Ixtapa                 | Aeropuerto Internacional de Ixtapa-Zihuatanejo        | Estacional           |
| Puerto Vallarta        | Aeropuerto Internacional de Puerto Vallarta           |                      |
| San José del Cabo      | Aeropuerto Internacional de Los Cabos                 | Estacional           |
| Tulum                  | Aeropuerto Internacional de Tulum                     |                      |
| Panamá                 |                                                       |                      |
| Ciudad de Panamá       | Aeropuerto Internacional de Tocumen                   |                      |
| Polonia                |                                                       |                      |
| Varsovia               | Aeropuerto de Varsovia-Chopin                         | Estacional           |
| Portugal               |                                                       |                      |
| Lisboa                 | Aeropuerto de Lisboa                                  | Estacional           |
| Oporto                 | Aeropuerto de Oporto-Francisco Sá Carneiro            | Estacional           |
| República Checa        |                                                       |                      |
| Praga                  | Aeropuerto de Praga                                   | Estacional           |
| República Dominicana   |                                                       |                      |
| Punta Cana             | Aeropuerto Internacional de Punta Cana                |                      |
| Puerto Plata           | Aeropuerto Internacional Gregorio Luperón             |                      |
| Samaná                 | Aeropuerto Internacional Presidente Juan Bosch        |                      |
| Rumania                |                                                       |                      |
| Bucarest               | Aeropuerto Internacional de Bucarest-Henri Coandă     | Estacional           |
| San Cristóbal y Nieves |                                                       |                      |
| Basseterre             | Aeropuerto Internacional Robert L. Bradshaw           | Estacional           |
| Santa Lucía            |                                                       |                      |
| Vieux Fort             | Aeropuerto Internacional Hewanorra                    |                      |
| Trinidad y Tobago      |                                                       |                      |
| Puerto España          | Aeropuerto Internacional de Piarco                    |                      |
| Islas Turcas y Caicos  |                                                       |                      |
| Providenciales         | Aeropuerto Internacional de Providenciales            |                      |
| Reino Unido            |                                                       |                      |
| Edimburgo              | Aeropuerto de Edimburgo                               | Estacional           |
| Glasgow                | Aeropuerto Internacional de Glasgow                   | Estacional           |
| Mánchester             | Aeropuerto de Mánchester                              | Estacional           |

## Galería

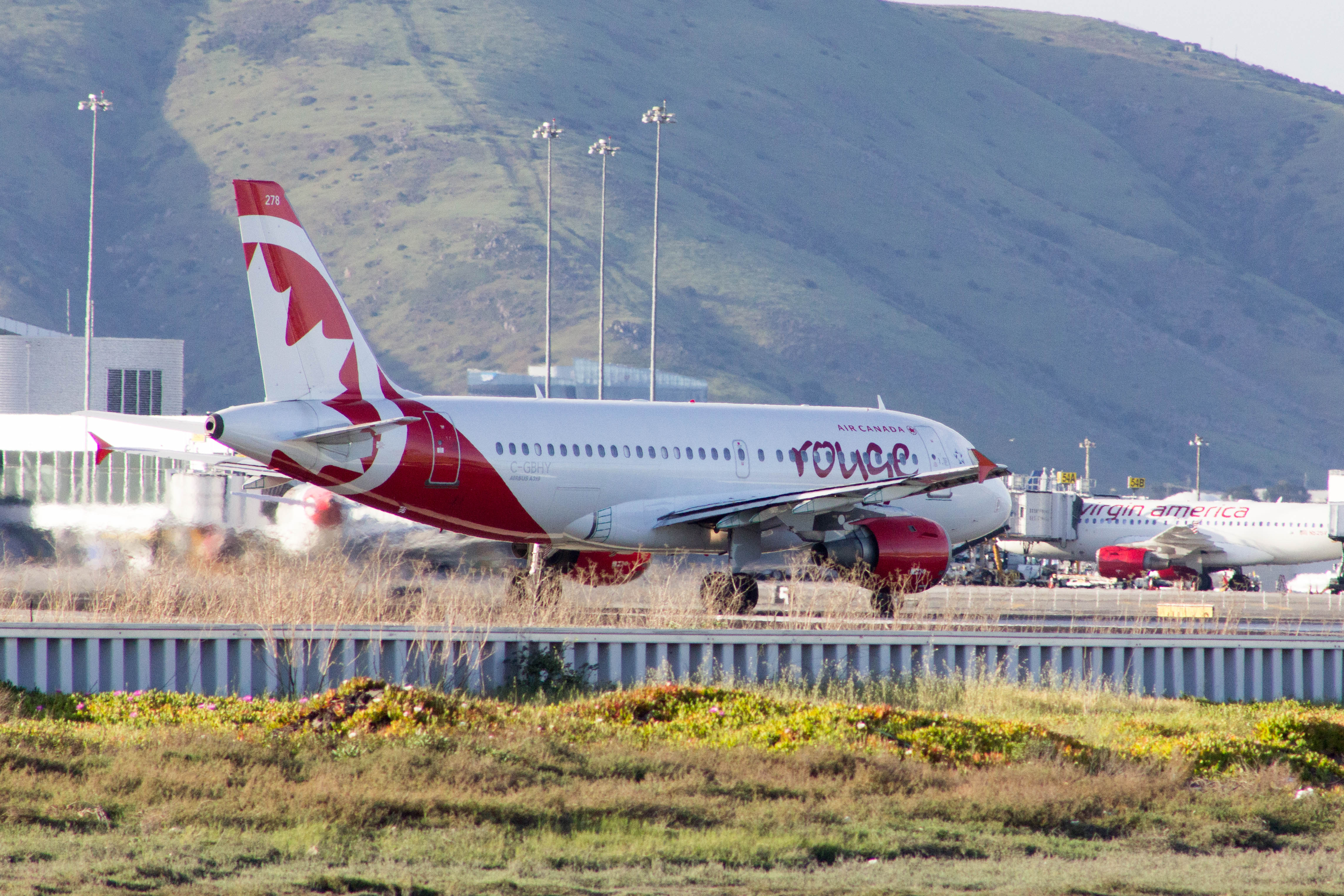
Un Airbus A319 aterrizando.
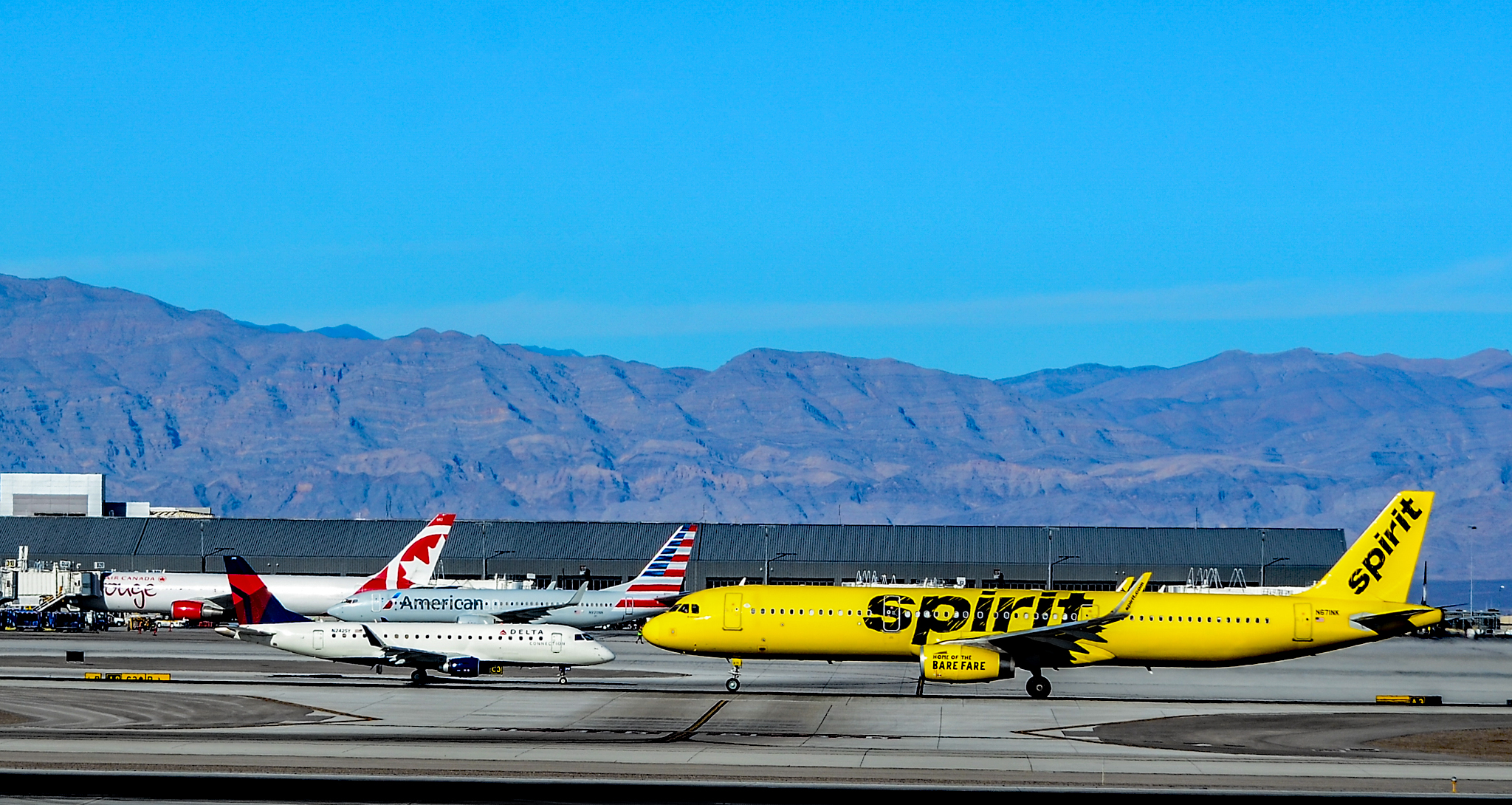
Aviones de Air Canada Rouge, Spirit air, Delta Conection y American Airlines.